# Továrna bratří Čížků
Továrna bratří Čížků je zaniklá továrna na Novém Městě v Praze, která stála ve vnitrobloku v ulici Truhlářská. Dochovala se pouze vstupní budova při ulici.

## Historie

### FirmaBratři Čížkové nást.
Firmu Bratři Čížkové založili v Praze roku 1886 Jiří a Antonín Čížkové (1865–1897); po úmrtí Antonína Čížka zakoupili v roce 1899 firmu František Hladký a Jan Kyntera, kteří ji vedli pod názvem Bratři Čížkové nást., Hladky a Kintera.
Firma se specializovala na prodej lékařských potřeb a obvazového materiálu. V té době působila v tehdejší Ovocné ulici (po roce 1918 přejmenované na 28. října) a prodávala např. zdravotní pružné punčochy a gumové zboží. Po mimopražském rozvoji prodal v roce 1908 František Hladký pražské pobočky firmy (obvazové látky, chirurgické nástroje a ortopedické pomůcky) Josefu Kyselovi.

### Továrna v Truhlářské ulici
V roce 1909 zakoupil Josef Kysela, majitel značky Bratří Čížkové nást., budovu č. 1117 v Truhlářské ulici, kam firmu později přesunul z Královských Vinohrad.
V Truhlářské ulici, v takzvaném „Anglickém dvoře“, vznikla roku 1917 továrna na výrobu zdravotnického materiálu. Zpočátku se zde vyráběly obvazové látky, později také injekční stříkačky. Josef Kysela pod původní obchodní značkou vyráběl kompletní vybavení nemocnic. Továrna byla ve 20. letech 20. století součástí největší české firmy lékařského průmyslu.
Po znárodnění po roce 1948 výroba ve sklářské části továrny přetrvala. Mezi lety 2004 až 2006 byl areál zbořen a nahrazen novostavbou.